# 다지마 쇼타
다지마 쇼타(일본어: 田島 昇太, 1992년 9월 29일 ~ )는 일본의 전 축구 선수이다.

## 구단 경력
과거 후지에다 MYFC에서 활동하였다.